# Täckben
Täckben (synonymer: dermala ben, exoskelettala ben) är ben som bildas genom direkt eller desmal förbening hos ryggradsdjur utan att föregås av eller ersätta ett brosk. Jfr ersättningsben.
Täckben förekommer främst i huvudregionen (skalltaket samt gommens och käkarnas skelett) och skuldergördeln (cleithrum och nyckelben).